# Gare de Rosny-Bois-Perrier
Gare de Rosny-Bois-Perrier metróállomás, vasútállomás és RER állomás Franciaországban, Rosny-sous-Bois településen.

## Vasútvonalak
Az állomást az alábbi vasútvonalak érintik:
- Párizs–Mulhouse-vasútvonal
- Grande Ceinture line

## Kapcsolódó állomások
A vasútállomáshoz az alábbi állomások vannak a legközelebb:
- Gare de Noisy-le-Sec (Nanterre – La Folie, RER E)
- Gare de Rosny-sous-Bois (Gare de Tournan, RER E)

## Lásd még
- Franciaország vasútállomásainak listája
- A párizsi RER állomásainak listája
- Párizs metróállomásainak listája